# في المياه الزرقاء
في المياه الزرقاء هي عبارة عن مجموعة من ثلاث روايات قصيرة وثماني قصص قصيرة من تأليف الكاتب الأيرلندي هنري دي فير ستاكبول، وتم نشرها لأول مرة في عام 1917 بواسطة Hutchinson and Co ، لندن، وتتضمن المجموعة قصص مثل «في المياه الزرقاء» و «ولادة الحب» و «حظ القائد سلوكم».